# Cymolomia
Cymolomia is een geslacht van vlinders van de familie bladrollers (Tortricidae), uit de onderfamilie Olethreutinae.

## Soorten
- C. cyanosticha Clarke, 1976
- C. hartigiana

Leemvlekbladroller (Saxesen, 1840)
- C. jinboi Kawabe, 1976
- C. phaeopelta (Meyrick, 1921)
- C. taigana Falkovich, 1966
- C. vinolenta Diakonoff, 1973